# Persone di nome Gaetano/Politici
| Questa pagina contiene informazioni ricavate automaticamente dalle voci biografiche con l'ausilio del template Bio e di un bot. L'aggiornamento è periodico e automatico e ricostruisce completamente la pagina. Se manca una persona in questa lista, sei pregato di non aggiungerla, ma accertati piuttosto che la sua voce biografica contenga il template Bio e che i dati anagrafici siano correttamente compilati. Se il template Bio manca, inseriscilo tu stesso o, in alternativa, metti l'avviso {{tmp\|Bio}} che ne segnala la mancanza. Se i dati riportati sono sbagliati, correggi direttamente la voce biografica; le modifiche saranno visibili in questa lista entro pochi giorni. Per chiarimenti vedi il progetto antroponimi. La lista contiene solo le 69 persone che sono citate nell'enciclopedia e per le quali è stato implementato correttamente il template Bio. Pagina aggiornata al 22 lug 2025. |

Questa è una lista di persone presenti nell'enciclopedia che hanno il nome Gaetano e sono politici.

## A(4)
- Gaetano Ambrico, politico italiano (Grassano, n. 1917 - Grassano, † 2007)
- Gaetano Angius, politico e operaio italiano (Villanova Monteleone, n. 1947)
- Gaetano Anzalone, politico, dirigente sportivo e imprenditore italiano (Roma, n. 1930 - Roma, † 2018)
- Gaetano Arfé, politico, giornalista e storico italiano (Somma Vesuviana, n. 1925 - Napoli, † 2007)

## B(5)
- Gaetano Bargnani, politico italiano (Adro, n. 1808 - Milano, † 1878)
- Gaetano Berretta, politico italiano (Quartu Sant'Elena, n. 1921 - † 2014)
- Gaetano Bertelli, politico italiano (Bomporto, n. 1893 - Modena, † 1977)
- Gaetano Bettoni, politico e magistrato italiano (Boffalora, n. 1814 - Brescia, † 1892)
- Gaetano Brunetti, politico italiano (Lecce, n. 1829 - Lecce, † 1900)

## C(4)
- Gaetano Caracciolo, politico italiano (Napoli, n. 1837 - Roma, † 1909)
- Gaetano Chiarini, politico italiano (Baricella, n. 1898 - Bologna, † 1953)
- Gaetano Colucci, politico italiano (Salerno, n. 1935 - Salerno, † 2008)
- Gaetano Costantini, politico italiano (Vicenza, n. 1813 - † 1889)

## D(7)
- Gaetano De Castillia, politico italiano (Milano, n. 1794 - Vimercate, † 1870)
- Gaetano De Cosmo, politico italiano (Taranto, n. 1945 - Taranto, † 2007)
- Gaetano De Marchi, politico italiano (n. 1792 - † 1868)
- Gaetano De Pasquali, politico, poeta e giornalista italiano (Licata, n. 1818 - Viareggio, † 1902)
- Gaetano De Peppo, politico italiano (Lucera, n. 1804 - Napoli, † 1863)
- Gaetano Di Leo, politico e avvocato italiano (Calamonaci, n. 1905 - Ribera, † 1997)
- Gaetano Di Marino, politico italiano (Salerno, n. 1922 - † 2011)

## F(3)
- Gaetano Fasolino, politico italiano (Roccapiemonte, n. 1937)
- Gaetano Fierro, politico italiano (Potenza, n. 1945)
- Gaetano Fiorentino, politico italiano (Napoli, n. 1895 - † 1973)

## G(7)
- Gaetano Mariotti, politico italiano (Sassari, n. 1846 - Sassari, † 1902)
- Gaetano Giua, politico italiano (Cagliari, n. 1941)
- Gaetano Giuliano, politico italiano (Palazzolo Acreide, n. 1929 - Palazzolo Acreide, † 2023)
- Gaetano Gorgoni, politico italiano (Galatina, n. 1933 - Cavallino, † 2020)
- Gaetano Gravina di Santa Elisabetta, politico italiano (Caltagirone, n. 1826 - Palermo, † 1900)
- Gaetano Grillo, politico italiano (Soriano Calabro, n. 1941)
- Gaetano Guarino, politico e farmacista italiano (Favara, n. 1902 - Favara, † 1946)

## I(2)
- Gaetano Illuminati, politico e partigiano italiano (Atri, n. 1923 - † 1996)
- Gaetano Invernizzi, politico, partigiano e sindacalista italiano (Acquate, n. 1899 - Milano, † 1959)

## M(7)
- Gaetano Manfredi, politico e ingegnere italiano (Ottaviano, n. 1964)
- Gaetano Martino, politico e medico italiano (Messina, n. 1900 - Roma, † 1967)
- Gaetano Michetti, politico italiano (Pisticci, n. 1944 - Marina di Ginosa, † 1999)
- Guy Molinari, politico statunitense (New York, n. 1928 - New York, † 2018)
- Gaetano Monroy Ventimiglia di Pandolfina, politico e diplomatico italiano (Palermo, n. 1837 - Parigi, † 1888)
- Gaetano Morazzoni, politico, avvocato e dirigente sportivo italiano (Bovisio Masciago, n. 1932 - Milano, † 2025)
- Gaetano Moscuzza, politico italiano (Siracusa, n. 1820 - Siracusa, † 1909)

## N(3)
- Gaetano Nastri, politico italiano (Boscoreale, n. 1968)
- Gaetano Novello, politico italiano (Taranto, n. 1931 - Pescara, † 2020)
- Gaetano Nunziante, politico e avvocato italiano (Sarno, n. 1826 - Salerno, † 1908)

## P(9)
- Gaetano Parenti, politico italiano (n. 1792 - † 1866)
- Gaetano Pascarella, politico italiano (Maddaloni, n. 1951)
- Gaetano Pecorella, politico e avvocato italiano (Milano, n. 1938)
- Gaetano Pedullà, politico, giornalista e editore italiano (Catania, n. 1967)
- Gaetano Antonio Pellegrino, politico italiano (Amorosi, n. 1952)
- Gaetano Piepoli, politico italiano (Bari, n. 1947)
- Gaetano Pilati, politico italiano (San Lazzaro di Savena, n. 1881 - Firenze, † 1925)
- Gaetano Pirrone, politico italiano (Catania, n. 1892 - Catania, † 1971)
- Gaetano Porcino, politico italiano (Reggio Calabria, n. 1957)

## Q(1)
- Gaetano Quagliariello, politico italiano (Napoli, n. 1960)

## R(4)
- Gaetano Rabbito, politico italiano (Enna, n. 1942)
- Gaetano Rasi, politico e economista italiano (Lendinara, n. 1927 - Bracciano, † 2016)
- Gaetano Recchi, politico italiano (Offida, n. 1934 - Ascoli Piceno, † 2023)
- Gaetano Recchi, politico italiano (Ferrara, n. 1797 - Ferrara, † 1856)

## S(6)
- Gaetano Sangiorgi, politico italiano (Corleone, n. 1823 - Palermo, † 1884)
- Gaetano Sardiello, politico e avvocato italiano (Catania, n. 1890 - † 1985)
- Gaetano Sateriale, politico, sindacalista e saggista italiano (Ferrara, n. 1951)
- Gaetano Scamarcio, politico e avvocato italiano (Andria, n. 1930 - Andria, † 2014)
- Gaetano Scovazzo, politico italiano (Aidone, n. 1782 - Palermo, † 1868)
- Gaetano Stammati, politico e dirigente pubblico italiano (Napoli, n. 1908 - Roma, † 2002)

## T(5)
- Gaetano Tacconi, politico italiano (Bologna, n. 1829 - Bologna, † 1916)
- Gaetano Tedeschi dell'Annunziata, politico e produttore cinematografico italiano (Catania, n. 1890 - Catania, † 1957)
- Gaetano Toscano, politico italiano (Rossano, n. 1827 - Rossano, † 1914)
- Gaetano Toscano, politico italiano (Gaeta, n. 1929 - Belluno, † 2024)
- Gaetano Troina, politico sammarinese (Borgo Maggiore, n. 1987)

## V(2)
- Gaetano Valenti, politico italiano (Parenzo, n. 1946 - Gorizia, † 2022)
- Gaetano Vigo, politico italiano (Acireale, n. 1897 - † 1962)